# المريمية

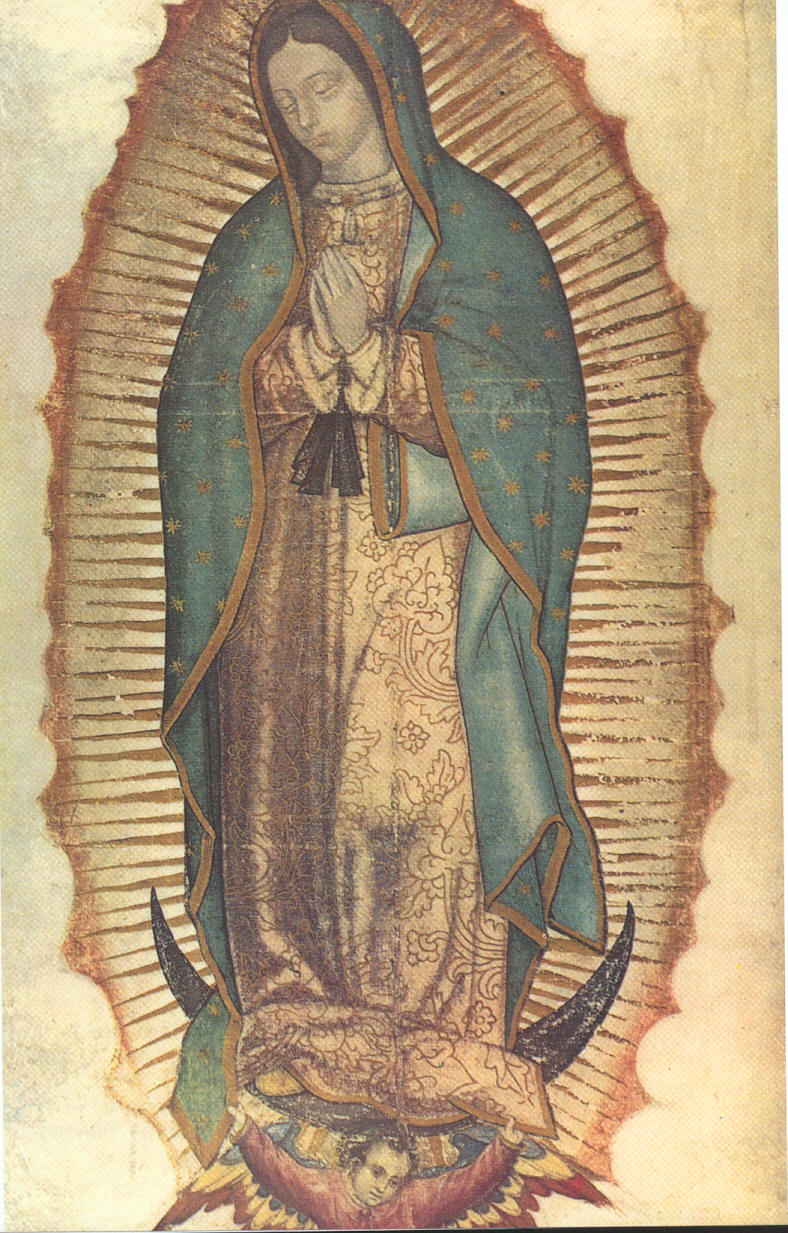

المريمية (Marianismo)، هي إحدى مظاهر الدور الجندري الأنثوي في الثقافة الرجولية (Machismo) الشعبية الأمريكية الإسبانية. ينطوي هذا المفهوم على تبجيل الفضائل الأنثوية كالطهارة والقوة الأخلاقية مثلًا. على سبيل المثال، يتمثل هذا المفهوم في الجانب «العذري» من الديكوتومية. تقول إيفلين ستيفنز: «تنطوي [المريمية] على اعتبار المرأة شبه إلهية ومتفوقة أخلاقيًا على الرجل وأقوى منه روحيًا». تشتمل الأفكار المتعلقة بهذا المفهوم على السلبية الأنثوية والطهارة الجنسية. يتجسد مفهوم القوة الأنثوية بحسب مفهوم المريمية في قدرة المرأة على إنجاب الأطفال. 
اشتُق هذا المصطلح من الإيمان الكاثوليكي بمريم، الأم العذراء ليسوع. أصبحت مريم موضع تبجيل وإعجاب، الأمر الذي مهد لصورة المرأة المثالية الطاهرة روحيًا والمخلصة دومًا.
تنظر جين إف. كوليير إلى إيجاد الفرص الاقتصادية باعتباره عاملًا في تحديد مدى قبول النساء اللاتينيات للمفاهيم التقليدية المريمية، بالإضافة إلى مدى تقبلهن للظروف الجديدة. تحدثت كل من الدكتورة روزا جيل والدكتورة كارمن إينو-فاسكويز عن مفهوم المريمية الجديدة (Nuevo Marianismo) منذ عام 1997، إذ ينطوي هذا المفهوم على تبني المثل المريمية المتمثلة في الرعاية والعناية لكن بعد التخلص من الحواجز التي فرضتها مثل هذه السمات. علّقت الباحثة غلوريا غونزاليس لوبيز على مفهوم المريمية بعد صياغته في عام 1973 قائلةً إن المريمية -باعتبارها فئةً نظريةً- ليست شوفينيةً ثقافيةً وحسب بل نخبويةً أيضًا.

## أصول المصطلح
أشار مصطلح المريمية (بالإسبانية: Marianismo) أساسًا إلى التفاني من أجل مريم (بالإسبانية: María). استخدمت العالمة السياسية إيفلين ستفينز هذا المصطلح لأول مرة في مقالها لعام 1973 بعنوان «المريمية: الوجه الآخر للرجولة». جاء هذا المصطلح ردًا على الكلمة الذكورية الرجولة (بالإسبانية: Machismo)، وتجسد الهدف من صياغته في شرح الظاهرة الأمريكية اللاتينية المتمثلة بكون النساء إما «قديسات أو عاهرات». تنطوي المثل المفترضة حول الأنوثة الحقيقية والتي ينبغي أن ترقى المرأة إليها في التواضع والفضيلة والامتناع الجنسي حتى الزواج، بالإضافة إلى الإخلاص والخضوع للأزواج. يُعتبر مفهوم المريمية في جوهره بمثابة نظير أنثوي لمفهوم الرجولة، الأمر الذي يفسر صياغته في فترة الاستعمار الإسباني للأمريكيتين.
تنسب كل من روزا ماريا غيل وكارمن إينوا فاسكيز الفضل في طرح مفهوم المريمية إلى ستيفنز في كتابهما مفارقة مريم: كيف تستطيع اللاتينيات دمج تقاليد العالم القديم مع احترام الذات في العالم الجديد (1996، جي. بّي. بوتنام)، إذ استشهدا «بمقال إيفلين بّي. ستيفنز الرائد في عام 1973». ناقشت غيل وفاسكيز استخدام الأكاديميين لهذا المصطلح، مثل سالي إي. روميرو وجوليا إم. راموس ماكاي وليليان كوماس دياز ولويس روميرو. استخدمت كل من غيل وفاسكيز مصطلح المريمية في كتابهما باعتباره قابلًا للتطبيق على مجموعة متنوعة من الثقافات اللاتينية.

### عمل إيفلين ستيفنز
تُعرّف ستيفنز المريمية في مقالها بأنها «العقيدة المتمثلة في التفوق الروحي للإناث، والتي تنطوي على اعتبار المرأة شبه إلهية ومتفوقة أخلاقيًا على الرجل وأقوى منه روحيًا». تشرح ستيفنز سمات الرجولة على أنها «العدوانية المفرطة والعناد في العلاقات بين الذكر والآخر، فضلًا عن الغطرسة والاعتداد الجنسي في العلاقات بين الذكر والأنثى». تعتقد ستيفنز أن المريمية والرجولة مكملان لبعضهما البعض، وأنه لا وجود لأحدهما بدون الآخر.

#### أصول المريمية
تنظر ستيفنز إلى المريمية باعتبارها متجذرةً في رهبة وتقديس أجساد النساء ولا سيما أثناء الحمل، الأمر الذي يتجلى في العديد من الثقافات القديمة. تتحدث ستيفنز على الأشكال المختلفة لشخصية الأم المقدسة حول العالم، مثل ننهورساج وماه ونينماه وإنانا وعشتار وعشتروت ونينتو وأرورو. تنطوي أساطير جميع هذه الآلهة على قصص عن فقدانهن لشاب في حياتهن، سواء كان ابنًا أو عشيقًا. تتمثل استجابة الآلهة لهذه الخسارة عادةً بالحزن، إذ تصبح الأرض قاحلةً خلال فترة حزنهن. تأول ستيفنز هذا الأمر على أنه رمز أو تفسير لمفهوم الفصول. تعتقد ستيفنز أن البنية التوحيدية للمسيحية لم تنطو على شخصية أنثوية مقدسة، ولا سيما المسيحية المبكرة المتجذرة في المعتقدات العبرية. لم يبدأ الناس في تمجيد الشخصية الشعبية لوالدة المسيح مريم حتى عام 431 بعد الميلاد تقريبًا. ازداد التبجيل الشعبي لمريم، الأمر الذي أثار قلق القادة الكاثوليك ظنًا منهم أن هذا التبجيل عبادة لمريم.
يُقال إنه عندما جلب المستعمرون الإسبان الكاثوليكية إلى ما يُعرف اليوم بالمكسيك الحديثة، رأى رجل من الأمريكيين الأصليين يُدعى خوان دييغو رؤيةً «لأم الله المقدسة» على تل في تيبيك، أي شمالي ما يُعرف الآن بمكسيكو سيتي. آمن الأمريكيون الأصليون -قبل دخول المسيحية إلى القارة- أن هذا التل مكانًا مقدسًا لعبادة الإلهة تونانتزرين التي تُلقب باسم «أمنا». أطلق البابا بندكت الرابع عشر على الرؤية التي رآها دييغو اسم «السيدة غوادالوبي» أو راعية المكسيك في عام 1756. سرعان ما اكتسبت السيدة غوادالوبي مكانةً مرموقةً في أمريكا اللاتينية. قاد الأب إيدالغو المتمردين جنبًا إلى جنب مه غريتو دي دولوريس الشهير في عام 1810: «تحيا السيدة غوادالوبي، وتسقط الحكومة السيئة ومن يؤيدها» (أو المكسيكيين الإسبان).

#### أثرها على النساء
تنظر المريمية -بحسب ستيفنز- إلى المرأة السيئة على أنها امرأة تستمتع بالجنس قبل الزواج، بينما تنظر إلى المرأة الطيبة على أنها امرأة تمارس الجنس باعتباره جزء من الزواج وحسب. تتحدث العديد من النساء عن ممارسة الجنس مع أزواجهن إلى القساوسة، إذ يشرن إلى العلاقة الجنسية هذه بقولهن «لقد قدمت له الخدمة». ينص هذا النظام العقائدي أيضًا على أنه ينبغي على المرأة الشعور بالحزن الشديد على أسرتها، فضلًا عن تشجيعه المرأة على عدم إظهارها لسعادتها أو مشاركتها في أي أمر قد يجلب لها السعادة. اكتسبت بعض النساء مكانةً اجتماعيةً لأنهن استمررن في الحداد حتى وفاتهن.
تتحدث ستيفنز أيضًا عن خصائص المرأة المثالية التي لم تتغير في هذه الثقافة، إذ تزعم أن «القبول لشعبي للصورة النمطية للمرأة المثالية موجود في كل مكان ولدى كل طبقة اجتماعية. يبدو وكأنه يوجد اتفاق شبه عالمي حول ماهية [المرأة الحقيقية] وكيف يجب أن تتصرف». وفي المقابل، تعتقد ستيفنز أن معظم مجتمعات السكان الأصليين لا ينخرطون في ديكاتومية المريمية-الرجولة.
تجبر الميرمية النساء في أمريكا اللاتينية على عيش حياة يومية معينة. لا تعتقد ستيفنز أن الميرمية على وشك الزوال، ويعود السبب في ذلك إلى تمسك نساء أمريكا اللاتينية بهذا الدور. تضيف ستيفنز أن الرجال منخرطون في مفهوم الرجولة لأنهم تعلموه على يد أمهاتهم وخالاتهم وجداتهم. تعتقد ستيفنز أن فرض النساء لمفهوم المريمية على بعضهم البعض ناجم عن الشعور بالعار. ترى ستيفنز أنه تجد العديد من النساء راحتهن في هوياتهن الشخصية والتاريخية من خلال المشاركة في هذا النظام.